# Clepsis murzini
Clepsis murzini es una especie de polilla del género Clepsis, categorizada en la tribu Archipini, de la subfamilia Tortricinae.

## Distribución
Se distribuye por Uzbekistán.

## Taxonomía
Fue descrita por Gibeaux en 1999 y publicada en (Clepsis), Alexanor 20(1998): 364.